# Mark Gebhardt
Mark Gebhardt (* 13. Oktober 1994) ist ein deutscher Basketballspieler.

## Werdegang
In der Saison 2013/14 bestritt Gebhardt beim ETB Essen seine ersten Einsätze in der zweithöchsten deutschen Spielklasse, 2. Bundesliga ProA. 2017 wechselte er zu den VfL SparkassenStars Bochum in die 2. Bundesliga ProB. Nach drei Jahren als VfL-Spieler schloss sich Gebhardt dem Ligakonkurrenten SG ART Giants Düsseldorf an. Mit den Rheinländern stieg er 2022 in die 2. Bundesliga ProA auf, Gebhardt trug zu dem Erfolg in 27 Einsätzen während der Saison 2021/22 im Schnitt 9,5 Punkte bei. Im Anschluss an das Spieljahr 2022/23, in dem Gebhardt mit Düsseldorf den Zweitliga-Klassenerhalt schaffte, verließ er den bezahlten Basketballsport und wechselte zum Oberligisten TuS 08 Rheinberg.